# Kerri Walsh Jennings
Kerri Walsh Jennings (Santa Clara, 15 augustus 1978) is een Amerikaanse beachvolleyballer. Ze nam in totaal aan vijf Olympische Spelen deel waarvan één als zaalvolleyballer. Met Misty May-Treanor won ze bij drie opeenvolgende Spelen (2004, 2008 en 2012) en bij drie opeenvolgende wereldkampioenschappen (2003, 2005 en 2007) de gouden medaille. Daarnaast behaalde ze eenmaal de eindzege in de FIVB World Tour.

## Carrière

### Tot en met 2000
Walsh speelde voor het universiteitsteam van Stanford – waar ze een bachelor in amerikanistiek behaalde – en won in 1996 en 1997 de titel bij NCAA-kampioenschappen. Na haar studie kwam ze twee jaar uit voor de nationale volleybalploeg. In 2000 nam ze met de Amerikaanse ploeg deel aan de Olympische Zomerspelen in Sydney. Walsh miste de eerste wedstrijden als gevolg van een fout-positief resultaat van een dopingtest. Na een contra-expertise bleek dit op een vergissing te berusten en werd haar alsnog toegestaan te spelen. Het Amerikaanse team eindigde uiteindelijk als vierde nadat het de troostfinale van Brazilië verloor.

### 2001 tot en met 2004
In 2001 maakte Walsh de overstap naar het beachvolleybal na overgehaald te zijn door Misty May met wie ze vervolgens een duo vormde. Ze namen dat jaar deel aan zeven reguliere toernooien in de World Tour. Het tweetal behaalde een overwinning (Espinho), twee tweede plaatsen (Osaka en Hongkong) en een derde plaats (Gstaad). Met Holly McPeak werd ze daarnaast tweede in Fortaleza. Bij de wereldkampioenschappen in Klagenfurt bereikten Walsh en May de achtste finale waar ze werden uitgeschakeld door het Chinese duo Chi Rong en Xiong Zi. Het jaar daarop haalden Walsh en May bij tien van de elf toernooien op mondiaal niveau de laatste vier en wonnen ze het eindklassement van de World Tour. Ze begonnen met zeges in Madrid en Gstaad, waarna een vierde plaats in Stavanger volgde. In Montreal werd vervolgens weer gewonnen en in Marseille eindigde het duo als tweede. Na een negende plaats in Rodos wonnen ze in Klagenfurt en werden ze derde in Osaka. In Maoming boekten ze opnieuw een overwinning en ze sloten het jaar af met twee tweede plaatsen in Mallorca en Vitória.
Walsh debuteerde in 2003 met May in de binnenlandse AVP Tour. Ze wonnen elk van de acht toernooien waar ze aan deelnemen, waaronder Manhattan Beach. In de World Tour speelde het duo in aanloop naar de WK in Rio de Janeiro zeven wedstrijden. Ze behaalden vier zeges (Gstaad, Marseille, Klagenfurt en Los Angeles), een tweede (Stavanger), een derde (Rodos) en een vierde plaats (Berlijn). In Rio werden Walsh en May voor de eerste maal wereldkampioen nadat ze de titelhouders Adriana Behar en Shelda Bede in de finale versloegen. Het daaropvolgende seizoen vingen ze in de World Tour aan met drie overwinningen in Fortaleza, Rodos en Gstaad. In Berlijn eindigde het duo als zeventiende door een terugkerende blessure van May. Vervolgens speelde Walsh drie FIVB-wedstrijden met Rachel Wacholder; ze werden tweemaal eerste (Marseille en Klagenfurt) en eenmaal derde (Stavanger). In augustus namen Walsh en May deel aan de Olympische Spelen in Athene. Ze bereikten zonder setverlies de finale en werden olympisch kampioen door in de eindstrijd Behar en Shelda ook in twee sets te verslaan. In de binnenlandse competitie deed Walsh daarnaast mee aan elf toernooien – waarvan negen met May – en behaalde ze in totaal zeven overwinningen.

### 2005 tot en met 2012

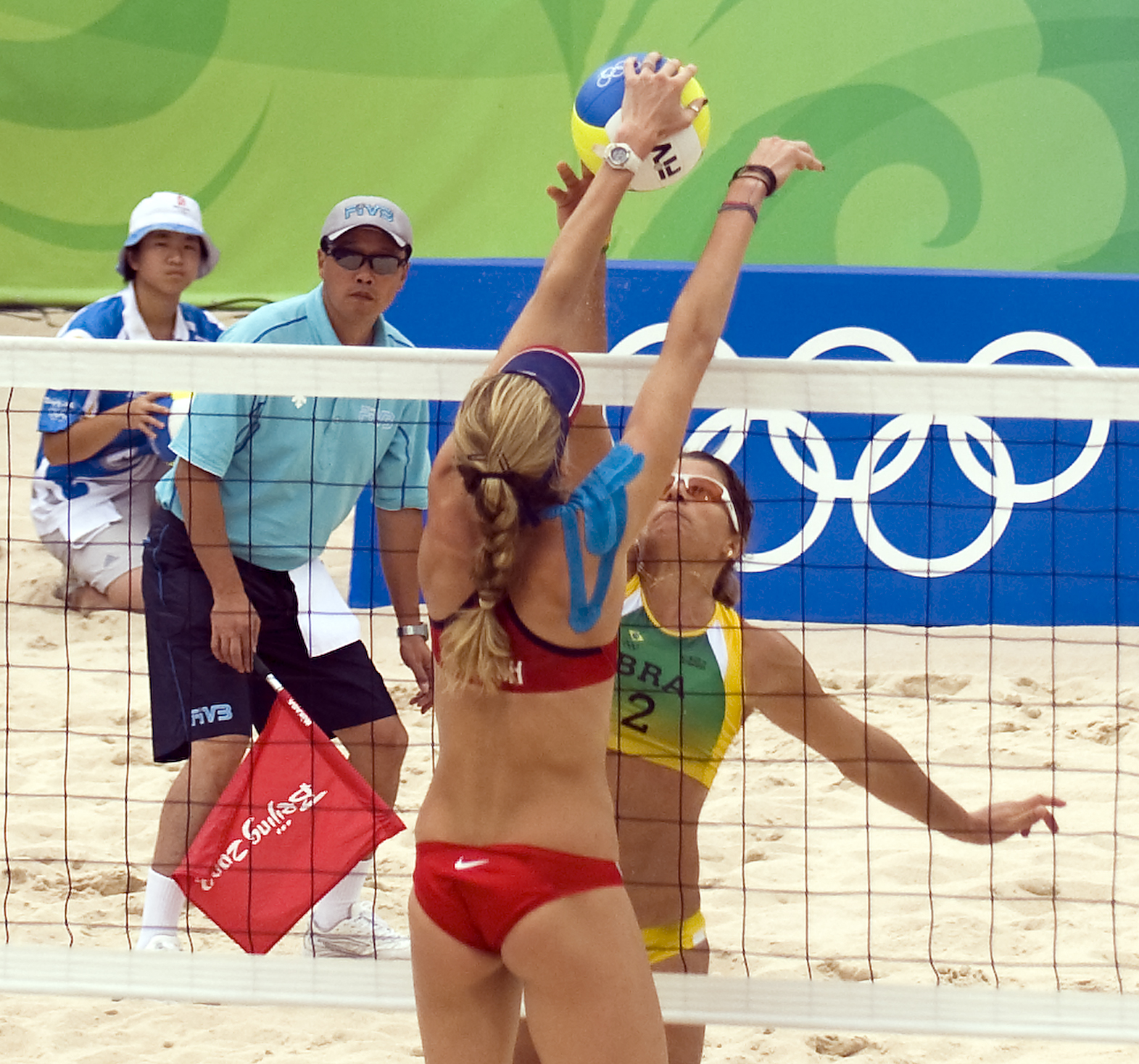
Walsh (voor) aan het net in de kwartfinale van de OS in Peking tegen Larissa (achter het net) en Ana Paula Connelly (2008)

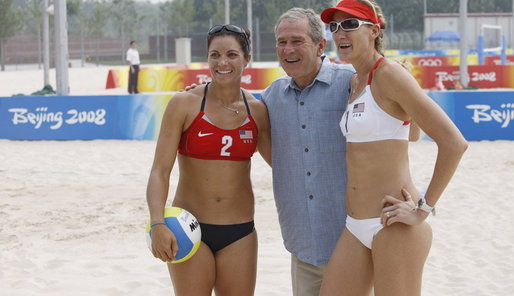
Misty May, George W. Bush en Kerri Walsh Jennings op de OS in Peking (2008)

In 2005 prolongeerden Walsh en May in Berlijn hun wereldtitel door in de finale in twee sets van het Braziliaanse duo Larissa França en Juliana Felisberta da Silva te winnen. Bij de overige zes internationale toernooien behaalden ze vijf overwinningen (Espinho, Parijs, Klagenfurt, Salvador en Kaapstad) en een tweede plaats (Acapulco). In de AVP Tour nam het duo aan dertien toernooien deel waarvan er tien gewonnen werden; bij de overige drie eindigden ze als tweede. Daarnaast trouwde Walsh dat jaar met beachvolleyballer Casey Jennings. Het jaar daarop won Walsh met May dertien van de vijftien toernooien waar ze aan deelnamen in de binnenlandse competitie. Op mondiaal niveau speelden ze acht wedstrijden. Het tweetal behaalde drie zeges (Athene, Gstaad en Acapulco), twee tweede plaatsen (Modena en Parijs), twee derde plaatsen (Vitória en Phuket) en een vijfde plaats (Klagenfurt).
Walsh en May wonnen in 2007 zes van de zeven wedstrijden in de World Tour; in Stavanger behaalden ze een derde plaats. Daarnaast werden ze in Gstaad voor de derde keer op rij wereldkampioen ten koste van het Chinese duo Tian Jia en Wang Jie. In de Amerikaanse competitie speelden ze vijftien wedstrijden samen, waarvan ze er dertien wonnen. Het daaropvolgende seizoen namen ze deel aan veertien AVP-toernooien en behaalden ze twaalf zeges. In de World Tour boekten ze drie overwinningen op rij (Berlijn, Parijs en Stavanger) in aanloop naar de Olympische Spelen in Peking. Daar wonnen Walsh en May opnieuw de gouden medaille door Tian Jia en Wang Jie in de finale in twee sets te verslaan. Na afloop van de Spelen werd Walsh met Nicole Branagh nog eerste in Dubai nadat May haar achillespees had geblesseerd. In mei 2009 beviel Walsh van haar eerste zoon en speelde ze geen wedstrijden in de World Tour. In de binnenlandse competitie nam ze in augustus en september deel aan zes toernooien met Wacholder, McPeak en May.
Een jaar later werd haar tweede zoon geboren en deed ze met Branagh in oktober en november mee aan twee FIVB-toernooien. Ze behaalden een overwinning in Phuket en een vijfde plaats in Sanya. In 2011 vormde Walsh weer een duo met May. Ze speelden internationaal elf wedstrijden inclusief de WK in Rome, waar ze de finale verloren van Larissa en Juliana en genoegen moesten nemen met het zilver. Bij de overige tien toernooien behaalden ze drie overwinningen (Peking, Moskou en Klagenfurt) en drie tweede plaatsen (Brasilia, Åland en Den Haag). Daarnaast nam Walsh met Brittany Hochevar deel aan het toernooi in Mysłowice. Walsh en May speelden het daaropvolgend seizoen in aanloop naar de Olympische Spelen in Londen zes wedstrijden in de World Tour; ze behaalden een zege in Gstaad en een tweede plaats in Moskou. In Londen won het duo hun derde olympische titel door hun landgenoten April Ross en Jennifer Kessy in de finale te verslaan. Na afloop van de Spelen beëindigde May haar sportieve carrière en nam Walsh met Branagh deel aan twee AVP-toernooien en een toernooi in Stare Jabłonki.

### 2013 tot en met 2018
In april 2013 beviel Walsh van een dochter en ze speelde later dat seizoen drie wedstrijden in de World Tour met haar nieuwe partner Ross. Ze werden negende in Gstaad en wonnen in São Paulo en Xiamen. In de AVP Tour nam ze daarnaast aan vijf wedstrijden met Whitney Pavlik en aan twee met Ross deel, waarbij ze in totaal twee zeges behaalde. Het jaar daarop deden Walsh en Ross mee aan zeven toernooien in de binnenlandse competitie die ze allemaal wonnen. Op mondiaal niveau waren ze actief op tien toernooien en behaalden ze enkel toptienplaatsen en vier overwinningen (Fuzhou, Moskou, Stavanger en Long Beach). Walsh en Ross namen in 2015 deel aan zes reguliere FIVB-toernooien met onder meer een tweede (Long Beach), een derde (Fuzhou) en een vierde plaats (Gstaad) als resultaat. Bij de WK in Nederland bereikte het tweetal de achtste finale waar het verloor van het Chinese duo Wang Fan en Yue Yuan. Daarnaast wonnen ze het AVP-toernooi in New Orleans.

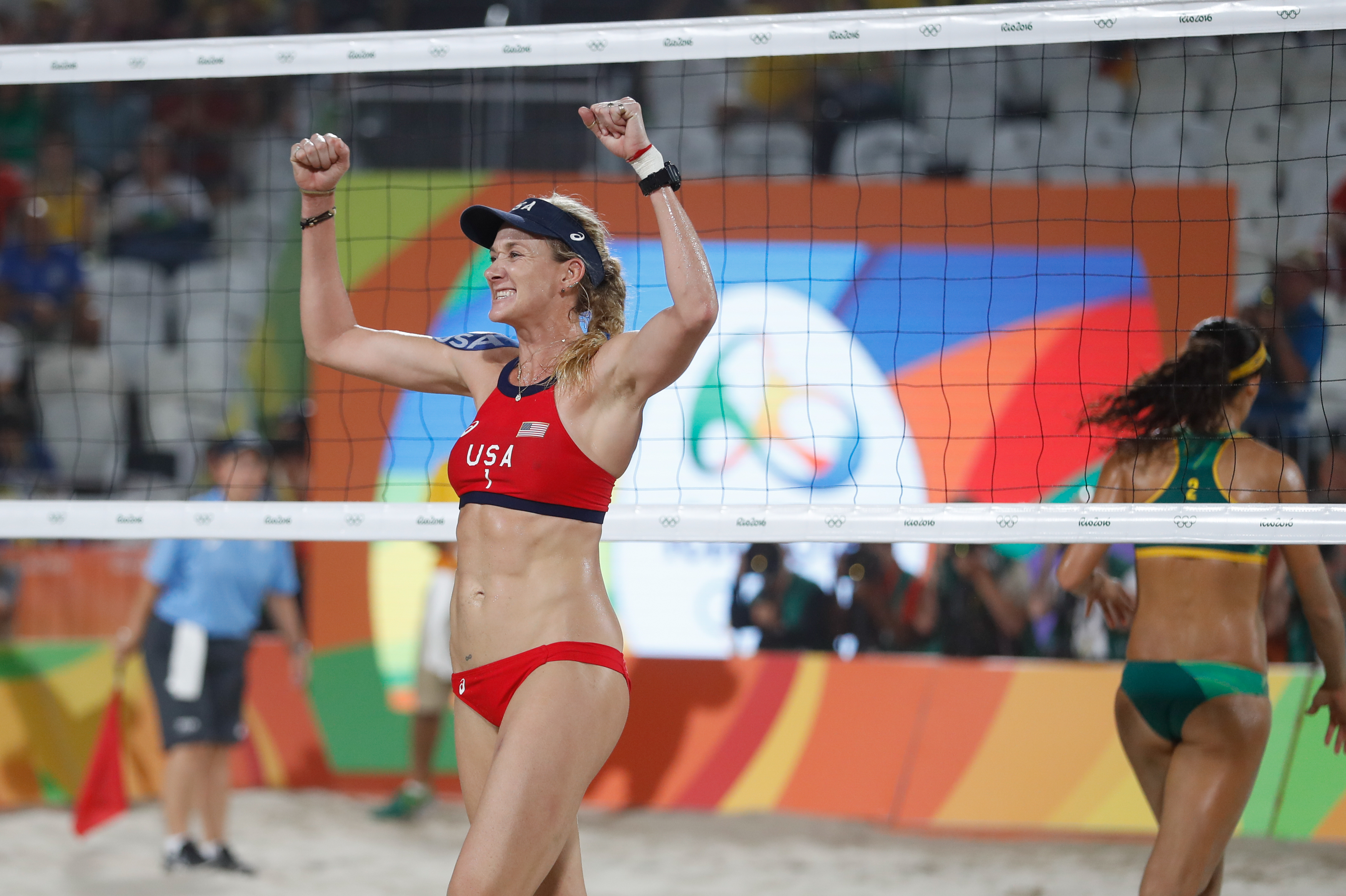
Walsh in de olympische troostfinale in Rio tegen Larissa en Talita (2016)

Het daaropvolgende seizoen boekten Walsh en Ross de overwinning bij drie van de drie AVP-toernooien waar ze aan deelnamen. In de World Tour speelde het duo in aanloop naar de Olympische Spelen in Rio de Janeiro acht wedstrijden waarbij het vier eerste plaatsen (Rio de Janeiro, Fuzhou, Cincinnati en Moskou), twee tweede plaatsen (Vitória en Gstaad), een derde plaats (Xiamen) en een vierde plaats (Hamburg) behaalde. In Rio bereikten ze de halve finale die ze verloren van het Braziliaanse duo Bárbara Seixas en Ágatha Bednarczuk; in de wedstrijd om het brons versloegen Walsh en Ross vervolgens het eveneens Braziliaanse tweetal Larissa en Talita Antunes da Rocha. Na afloop van de Spelen won het duo in Long Beach en eindigde het als vijfde bij de World Tour Finals in Toronto.
In 2017 speelde Walsh nog een toernooi met Ross, waarna ze een team vormde met Branagh. Het duo deed dat jaar mee aan drie toernooien in de World Tour met een vierde plaats in Olsztyn als beste resultaat. Het seizoen daarop namen ze deel aan zes internationale toernooien met een vijfde plaats in Warschau als beste resultaat. In oktober 2018 speelde ze voor het seizoen 2019 drie wedstrijden. Met Kelly Claes eindigde ze als negende in Yangzhou en met Brooke Sweat werd ze in Las Vegas en Chetumal respectievelijk zeventiende en derde. Met Sweat vormt Walsh een duo met het oog op de Olympische Spelen in Tokio. In 2019 namen Walsh en Sweat in aanloop naar de WK deel zeven FIVB-toernooien waarbij ze viermaal de halve finales bereikten. Het duo behaalde de eerste plaats in Jinjiang en eindigde in Kuala Lumpur en Sydney respectievelijk als tweede en derde. Bij de WK in Hamburg werden ze in de zestiende finale uitgeschakeld door het Braziliaanse tweetal Ágatha en Duda. Vervolgens behaalden ze drie vijfde (Gstaad, Espinho en Tokio) en een zeventiende plaats (Wenen), voordat ze in Moskou op het podium eindigden met een derde plek. Walsh en Sweat sloten het seizoen af met een zeventiende plaats bij de World Tour Finals in Rome.

## Palmares
Kampioenschappen
- 2001: 9e WK
- 2003:  WK
- 2004:  OS
- 2005:  WK
- 2007:  WK
- 2008:  OS
- 2011:  WK
- 2012:  OS
- 2015: 9e WK
- 2016:  OS

FIVB World Tour
- 2001:  Gstaad Open
- 2001:  Espinho Open
- 2001:  Osaka Open
- 2001:  Hongkong Open
- 2001:  Fortaleza Open
- 2002:  Madrid Open
- 2002:  Gstaad Open
- 2002:  Montreal Open
- 2002:  Grand Slam Marseille
- 2002:  Grand Slam Klagenfurt
- 2002:  Osaka Open
- 2002:  Maoming Open
- 2002:  Mallorca Open
- 2002:  Vitória Open
- 2002:  FIVB World Tour
- 2003:  Rodos Open
- 2003:  Gstaad Open
- 2003:  Stavanger Open
- 2003:  Grand Slam Marseille

- 2003:  Grand Slam Klagenfurt
- 2003:  Grand Slam Los Angeles
- 2004:  Fortaleza Open
- 2004:  Rodos Open
- 2004:  Gstaad Open
- 2004:  Stavanger Open
- 2004:  Grand Slam Marseille
- 2004:  Grand Slam Klagenfurt
- 2005:  Espinho Open
- 2005:  Grand Slam Parijs
- 2005:  Grand Slam Klagenfurt
- 2005:  Salvador Open
- 2005:  Acapulco Open
- 2005:  Kaapstad Open
- 2006:  Modena Open
- 2006:  Athene Open
- 2006:  Grand Slam Gstaad
- 2006:  Grand Slam Parijs
- 2006:  Vitória Open
- 2006:  Acapulco Open
- 2006:  Phuket Open
- 2007:  Grand Slam Parijs
- 2007:  Grand Slam Stavanger
- 2007:  Montreal Open
- 2007:  Grand Slam Berlijn
- 2007:  Grand Slam Klagenfurt
- 2007:  Fortaleza Open
- 2007:  Phuket Open
- 2008:  Grand Slam Berlijn
- 2008:  Grand Slam Parijs
- 2008:  Grand Slam Stavanger

- 2008:  Dubai Open
- 2010:  Phuket Open
- 2011:  Brasilia Open
- 2011:  Grand Slam Peking
- 2011:  Grand Slam Moskou
- 2011:  Grand Slam Klagenfurt
- 2011:  Åland Open
- 2011:  Den Haag Open
- 2012:  Grand Slam Moskou
- 2012:  Grand Slam Gstaad
- 2013:  Grand Slam São Paulo
- 2013:  Grand Slam Xiamen
- 2014:  Fuzhou Open
- 2014:  Grand Slam Moskou
- 2014:  Grand Slam Stavanger
- 2014:  Grand Slam Long Beach
- 2015:  Fuzhou Open
- 2015:  Grand Slam Long Beach
- 2016:  Grand Slam Rio de Janeiro
- 2016:  Vitória Open
- 2016:  Xiamen Open
- 2016:  Fuzhou Open
- 2016:  Grand Slam Moskou
- 2016:  Gstaad Majors
- 2016:  Grand Slam Long Beach
- 2018:  3* Chetumal
- 2019:  3* Sydney
- 2019:  3* Kuala Lumpur
- 2019:  4* Jinjiang
- 2019:  3* Moskou